# Klassieke periode (Noord-Amerika)
De klassieke periode van Noord-Amerika (Classic stage, ongeveer 300-1200 AD) is de vierde van de vijf periodes in de precolumbiaanse geschiedenis van Noord-Amerika, zoals voorgesteld door Gordon Willey en Philip Phillips in hun boek uit 1958 Method and Theory in American Archaeology.
Oorspronkelijk werd het begrip "klassieke periode" gebruikt voor de complexe samenlevingen van Meso-Amerika en Peru. Ook andere gevorderde culturen als de Hopewellcultuur vallen echter binnen de periode.
De klassieke periode volgde op de formatieve periode (of pre-klassieke periode) en werd opgevolgd door de postklassieke periode. Beide overlappen wat in een andere indeling de Woodland-periode wordt genoemd.

## Noordwesten
Aan de Noordwestkust werden tussen 500 voor en 500 na Chr. de eerste totempalen en houten (opslag)huizen gemaakt.

## Zuidwesten

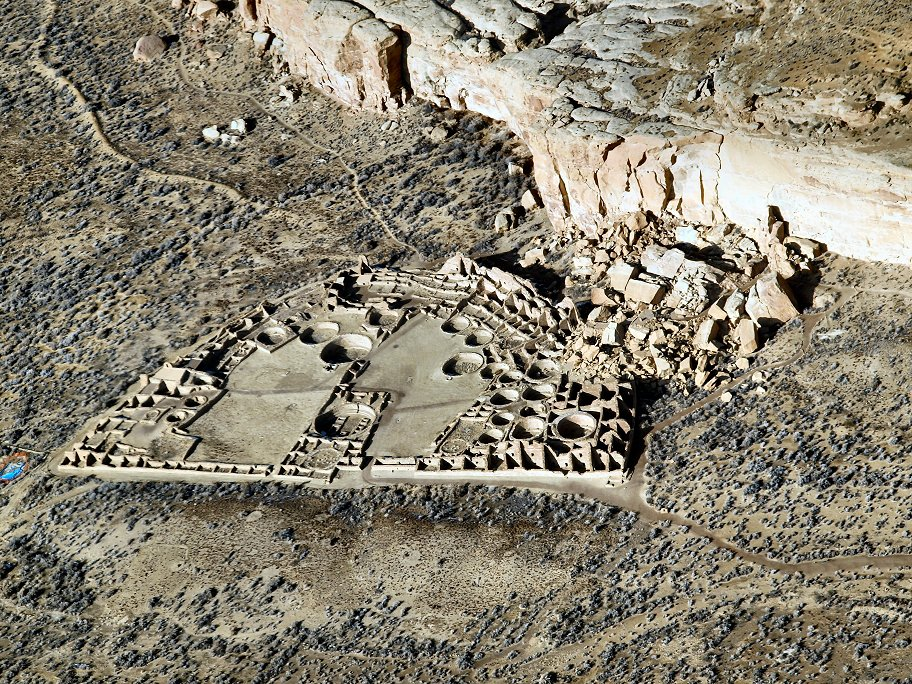
Pueblo Bonito

Mexicaanse invloed (wellicht Teotihuacán en later zeker de Tolteken) is duidelijk zichtbaar in het zuidwesten van de VS. Hier ontstonden vanaf enkele eeuwen voor Chr. de drie grote culturen die de grootste bekende ruïnes in de regio achterlieten: de Pueblo-, Mogollon- en Hohokamcultuur. De Mogollon zijn vooral bekend om hun aardewerk. De Pueblo bouwden onder andere de rotswoningen van Mesa Verde en het halfronde gebouw Pueblo Bonito, beide pas vanaf de 10e eeuw na Chr. De Mexicaanse invloed is het duidelijkst te zien bij de Hohokam. Lang is zelfs gedacht dat zij van hieruit naar het noorden waren gemigreerd. De Hohokam bouwden Mexicaanse balspelplaatsen, hielden Mexicaanse vogels (kalkoenen, papegaaien) en gebruikten vanaf 900/1000 na Chr. Mexicaanse koperen belletjes. De vogels en het koper werden overigens ook door de anderen gebruikt.

## Hopewellcultuur
In Noord-Amerika werden de Adena opgevolgd door de Hopewellcultuur. Tegenwoordig worden deze ook wel als één Adena-Hopewell culturele traditie gezien. De Hopewellcultuur (ongeveer tussen 1 en 500 na Chr.) kwam uit hetzelfde gebied als de Adenacltuur maar in tegenstelling tot deze breidde ze zich sterk uit. Uiteindelijk werd het gehele oosten van de huidige VS tot ver op de Plains beïnvloed door de Hopewellmensen en overal verschenen grafheuvels. In de kernregio werd Newark Earthworks opgericht, het grootste van aarde gemaakte monument ter wereld . Dit was geen grafheuvel, maar een aardwerk waarvan de functie nog steeds niet bekend is. Handel was voor de Hopewell van groot belang en voorwerpen en exotische materialen reisden duizenden kilometers om uiteindelijk onder andere als grafgift meegegeven te worden aan de elite. Uit het gebied rond de Grote Meren gebied kwamen metalen zoals koper en zilver, uit het gebied van de Golf van Mexico dierlijke producten, alligatortanden en schildpadschilden. Obsidiaan werd helemaal uit het huidige Nationaal park Yellowstone in Wyoming gehaald.

## Mississippicultuur
Rond 800 kwam er langs de Mississippi een nieuwe cultuur op. Deze Mississippicultuur had als belangrijkste kenmerken de maïs/boon/pompoen-landbouw (vanuit Mexico of misschien wel het zuidwesten) en de bouw van steden. Deze cultuur zou blijven voortbestaan tot aan de komst van de eerste Europeanen in het gebied en zelfs nog een tijdje daarna. Men bouwde de grootste en hoogste heuvels tot dusver (de hoogste is ongeveer 30 meter), en geheel in de traditie van Poverty Point (en wellicht Watson Brake) waren dit geen grafheuvels zoals bij de Adena en Hopewell, maar plat afgestompte "piramides" waarop de elite woonde.
Cahokia, de grootste stad ten noorden van Mexico, kende haar hoogtepunt rond 1100. Op dat moment bezat ze tussen de 10.000 en 40.000 inwoners en was daarmee groter dan de meeste Europese steden uit die tijd. Ze was gebouwd waar nu de Amerikaanse stad St. Louis staat.
Net als bij eerdere Oost-Amerikaanse culturen is er een discussie over de vraag in welke mate de Mississippiërs beïnvloed waren door Meso-Amerika. In dit geval is er meer voor te zeggen dan bij de voorgangers. De Mississippiërs hadden hun economie immers gebaseerd op 
Mexicaanse gewassen, hun "tempels" en "piramides" lijken erg op die in Mexico (bijvoorbeeld de bekende Quetzalcoatl-piramide van Chichen Itza) en hun godsdienst (de Southern Cult) kent figuren die erg aan hun Mexicaanse collega's doen denken, zoals de Gevederde Slang en de god met de "krulneus" (in Mexico de Regengod Tlaloc). Tegenstanders van de Mexicaanse invloed wijzen er op dat heuvels bouwen een inheemse traditie was, dat de landbouw waarschijnlijk uit het zuidwesten van de VS kwam en dat hier nauwelijks Mexicaanse kunstvoorwerpen zijn gevonden.